# Jagged Little Pill
Jagged Little Pill er det tredje studiealbum fra den canadiske sangerinde Alanis Morissette. Det blev udgivet i USA d. 13. juni 1995. Albummet blev godt modtaget af anmelderne, og det solgte over 30 millioner eksemplarer på verdensplan. Der blev udgivet seks singler, der alle også havde kæmpe succes, fra albummet.
Albummet vandt en Grammy i USA for Bedste Rock Album og en for Årets Album.
I 1998 blev Jagged Little Pill stemt ind som det 19. bedste album nogensinde i Q magazine.
I 2005 udgav Alanis Morissette en ny udgave af Jagged Little Pill, med alle sange i akustiske udgaver for at fejre tiårs jubilæet for albummets oprindelige udgivelse.

## Spor
All lyrics written by Alanis Morissette, all musik komponeret af Morissette and Glen Ballard, except where noted.
| Nr.           | Titel                                                                   | Længde |
| ------------- | ----------------------------------------------------------------------- | ------ |
| 1.            | "All I Really Want"                                                     | 4:45   |
| 2.            | "You Oughta Know"                                                       | 4:09   |
| 3.            | "Perfect"                                                               | 3:08   |
| 4.            | "Hand in My Pocket"                                                     | 3:42   |
| 5.            | "Right Through You"                                                     | 2:56   |
| 6.            | "Forgiven"                                                              | 5:00   |
| 7.            | "You Learn"                                                             | 4:00   |
| 8.            | "Head over Feet"                                                        | 4:27   |
| 9.            | "Mary Jane"                                                             | 4:41   |
| 10.           | "Ironic"                                                                | 3:50   |
| 11.           | "Not the Doctor"                                                        | 3:48   |
| 12.           | "Wake Up"                                                               | 4:54   |
| 13.           | "You Oughta Know" (Jimmy the Saint Blend) / "Your House" (Hidden track) | 8:13   |
| Total længde: | Total længde:                                                           | 57:23  |

| 12. | "Wake Up" / "Your House" (Hidden track) | 8:56 |
| 13. | "Perfect" (Acoustic version)            | 3:06 |

20th anniversary collector's edition
| 1.            | "The Bottom Line"                                                     | 4:11  |
| 2.            | "Superstar Wonderful Weirdos" (Morissette, Ballard, Terrance Sawchuk) | 4:23  |
| 3.            | "Closer Than You Might Believe"                                       | 3:35  |
| 4.            | "No Avalon"                                                           | 4:21  |
| 5.            | "Comfort" (Morissette, Ballard, Sawchuk)                              | 4:05  |
| 6.            | "Gorgeous"                                                            | 4:03  |
| 7.            | "King of Intimidation"                                                | 3:19  |
| 8.            | "Death of Cinderella"                                                 | 3:15  |
| 9.            | "London"                                                              | 4:32  |
| 10.           | "These Are the Thoughts"                                              | 3:16  |
| Total længde: | Total længde:                                                         | 39:02 |

| 1.            | "All I Really Want" (Acoustic)      | 5:24  |
| 2.            | "You Oughta Know" (Acoustic)        | 4:58  |
| 3.            | "Perfect" (Acoustic)                | 3:26  |
| 4.            | "Hand in My Pocket" (Acoustic)      | 4:32  |
| 5.            | "Right Through You" (Acoustic)      | 3:40  |
| 6.            | "Forgiven" (Acoustic)               | 4:43  |
| 7.            | "You Learn" (Acoustic)              | 4:10  |
| 8.            | "Head over Feet" (Acoustic)         | 4:17  |
| 9.            | "Mary Jane" (Acoustic)              | 5:08  |
| 10.           | "Ironic" (Acoustic)                 | 3:57  |
| 11.           | "Not the Doctor" (Acoustic)         | 4:26  |
| 12.           | "Wake Up" / "Your House" (Acoustic) | 9:56  |
| Total længde: | Total længde:                       | 54:37 |

| 1.            | "All I Really Want" (Live) | 8:18  |
| 2.            | "Right Through You" (Live) | 4:06  |
| 3.            | "Not the Doctor" (Live)    | 6:47  |
| 4.            | "Hand in My Pocket" (Live) | 4:43  |
| 5.            | "Mary Jane" (Live)         | 6:39  |
| 6.            | "Ironic" (Live)            | 4:28  |
| 7.            | "You Learn" (Live)         | 5:06  |
| 8.            | "Forgiven" (Live)          | 6:00  |
| 9.            | "You Oughta Know" (Live)   | 5:23  |
| 10.           | "Wake Up" (Live)           | 8:07  |
| 11.           | "Head over Feet" (Live)    | 4:23  |
| 12.           | "Perfect" (Live)           | 3:31  |
| Total længde: | Total længde:              | 67:37 |